# David Mateos
David Mateos, teljes nevén David Mateos Ramajo (Madrid, 1987. április 22. –) spanyol labdarúgó, korábban a Real Madrid és a Ferencvárosi TC hátvédje.

## Pályafutása

### Real Madrid
Mateos a Real Madrid nevelése, sokáig a különböző ifjúsági csapatokban, majd 2008-tól a Castillában szerepelt. Az első csapatba először 2010. április 3-án hívta fel őt az akkori vezetőedző, Manuel Pellegrini. Két hónappal később ismét az első csapattal utazhatott, ám játéklehetőséget ezúttal sem kapott.
A 2010-11-es szezon elején az újdonsült vezetőedző, José Mourinho ismét felhívta őt az első csapathoz. Miután aláírta profi szerződését a csapattal, a szezon első bajnokiján, a Mallorca ellen leülhetett a padra, ám ezúttal sem játszott.
2010. november 23-án végre elérkezett számára a bemutatkozás ideje, amikor az Ajax Amszterdam elleni 5. BL csoportmérkőzés 81. percében beállhatott a csapatba Lass Diarra helyére. A csapat ezt a mérkőzést idegenben 4-0-ra nyerte.
2011. január 6-án pedig először lehetett tagja a kezdőcsapatnak, az első osztályú Levante elleni a Copa del Rey idegenbeli nyolcaddöntő visszavágón.
Mourinho így nyilatkozott róla: „Nagyon kedvelem Mateos játékát, jól védekezik, s tudja támogatni a játékot hátulról. Ilyenre van szükség a Madridnál. Sajnálatos, hogy nem játszhat tétmeccsen szeretném, ha a keret tagja lenne.”
Majd amikor Carlo Ancelottit királyi gárda vezetőedzőjévé nevezték ki, Mateos bekerült a keretébe. A csapattal edzett az Amerikai Egyesült Államokban tett túráján és edzőmérkőzésen is pályára lépett. Majd a Deportivo elleni edzőmeccsen is játszott.

### AÉK Athén
Az első osztályú bemutatkozás ellenére januárra nyilvánvaló volt, hogy Mateos létszámfölötti José Mourinho keretében, mert a szezon elején még csak öt védőjátékos állt előtte a sorban, de Raúl Albiol és Garay felépülésével, már nem számíthatott túl sok játéklehetőségre.
2011. január 31-én a Real Madrid és az AÉK Athén megegyezett egymással, hogy a szezon végéig kölcsönben a görög csapatnál fog játszani a fiatal spanyol játékos.
2011 nyarán azonban a Zaragoza kölcsönjátékosa lett, és szeptember 11-én be is mutatkozott a Rayo Vallecano elleni 0-0-s mérkőzésen, de egész évad alatt sérülésekkel bajlódott.
2012 júniusában visszatért a Castilla csapatában és a másodosztályban folytatta a játékot, miután a Castilla tartalékai feljutottak a Segunda División B-ből.

### Ferencváros
2013. szeptember 2-án igazolt a Ferencvárosi Torna Clubhoz, a Real Castilla csapatától. A Fradiban a Sopron elleni Ligakupa mérkőzésen debütált. A Ferencvárosban végig egyenletes és kimagasló teljesítményt nyújtott, védő létére gólerősebb volt többi ,,poszt-társá"-nál. Ő az FTC tizenegyes lövője. A védelem vezéralakja volt, így szinte minden NB1-es meccsen pályára lépett ezzel segítve elő csapatának a bronz, majd ezüstérmet. A kupát Magyarországon is sikerült megnyernie, ezen kívül a Ligakupát és a Szuperkupát is megnyerte a zöld-fehérekkel.

### Orlando City
2015. július  29-én jelentette be az Orlando City saját web-lapján, hogy leigazolják Mateost, így újra együtt játszhatott egykori Realos csapattársával Kakával. 2017. március 3-án közös megegyezéssel felbontották a szerződését.

## Statisztikák
2012. augusztus 17-e szerint.
| Klub           | Szezon         | Bajnokság | Bajnokság | Kupa     | Kupa  | Nemzetközi | Nemzetközi | Összesen | Összesen |
| Klub           | Szezon         | Mérkőzés  | Gólok     | Mérkőzés | Gólok | Mérkőzés   | Gólok      | Mérkőzés | Gólok    |
| -------------- | -------------- | --------- | --------- | -------- | ----- | ---------- | ---------- | -------- | -------- |
| Real Madrid B  | 2007–08        | 34        | 1         | —        | —     | —          | —          | 34       | 1        |
| Real Madrid B  | 2008–09        | 30        | 0         | —        | —     | —          | —          | 30       | 0        |
| Real Madrid B  | 2009–10        | 33        | 1         | —        | —     | —          | —          | 33       | 1        |
| Real Madrid B  | Összesen       | 97        | 2         | —        | —     | —          | —          | 97       | 2        |
| Real Madrid    | 2010–11        | 0         | 0         | 1        | 0     | 1          | 0          | 2        | 0        |
| Real Madrid    | 2013–14        | 0         | 0         | —        | —     | —          | —          | 2        | 0        |
| Összesen       | 0              | 0         | 1         | 0        | 1     | 0          | 2          | 0        |          |
| AÉK Athén      | 2010–11        | 7         | 0         | 2        | 0     | 0          | 0          | 9        | 0        |
| AÉK Athén      | Összesen       | 7         | 0         | 2        | 0     | 0          | 0          | 9        | 0        |
| Zaragoza       | 2011–12        | 14        | 0         | 1        | 0     | —          | —          | 15       | 0        |
| Zaragoza       | Összesen       | 14        | 0         | 1        | 0     | —          | —          | 15       | 0        |
| Ferencváros    | 2013–14        | 0         | 0         | 0        | 0     | —          | —          | 0        | 0        |
| Ferencváros    | Összesen       | 0         | 0         | 0        | 0     | -          | -          | 0        | 0        |
| Karrier összes | Karrier összes | 119       | 2         | 4        | 0     | 1          | 0          | 124      | 2        |

## Sikerei, díjai
- Real Madrid:
  - Spanyol kupa (1): 2010-11

- AÉK Athén:
  - Görög kupa (1): 2010-11

- Ferencvárosi TC:
  - Magyar Bajnokság-bronzérmes: 2014
  - Magyar Bajnokság-ezüstérmes: 2015
  - Magyar Kupa-győztes: 2015
  - Magyar szuperkupa-győztes: 2015
  - Magyar ligakupa-győztes: 2015

## Külső hivatkozások
- Adatlapja a Real Madrid hivatalos weboldalán (spanyolul)